# Rungia naoensis
Rungia naoensis är en akantusväxtart som beskrevs av B. Hansen. Rungia naoensis ingår i släktet Rungia och familjen akantusväxter. Inga underarter finns listade i Catalogue of Life.